# Route nationale 42 (Estonie)
Pour les articles homonymes, voir Route nationale 42.
La route nationale 42 (Tugimaantee 42) est une route nationale estonienne reliant Võibla (et) à Haava (et). Elle mesure 7,1 km.

## Tracé
- Comté de Tartu
  - Võibla (et)
  - Vasula
  - Haava (et)